# Cassinikaart

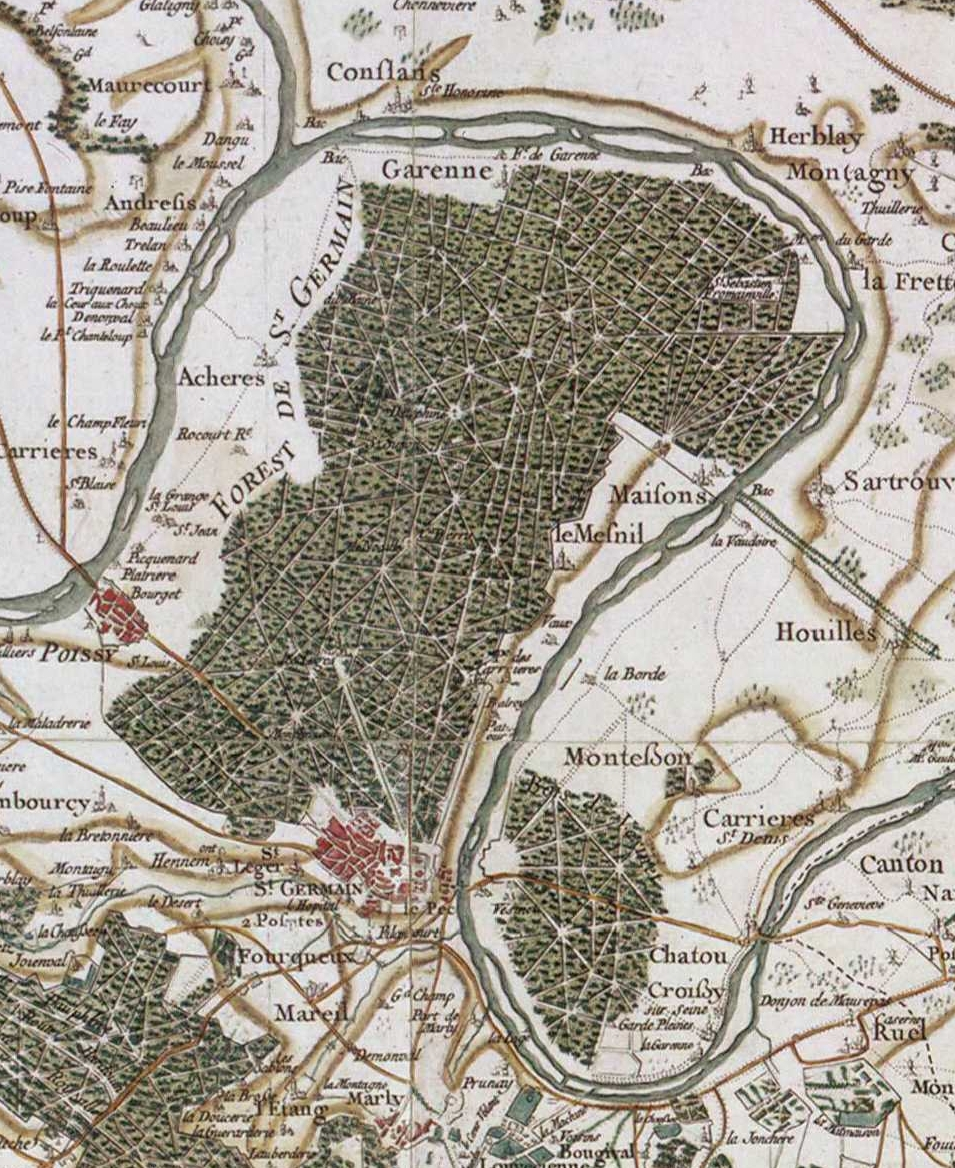
Cassinikaart met Saint-Germain-en-Laye

De Cassinikaart (Frans: carte de Cassini of carte de l'Académie) is de eerste algemene en gedetailleerde kaart van Frankrijk, gemaakt in de 18e eeuw. De kaart werd samengesteld door de familie Cassini, met name César-François Cassini (Cassini III) en zijn zoon Jean-Dominique Cassini (Cassini IV).
De kaart bestaat uit 182 bladen en werd gemaakt met behulp van de voor die tijd geavanceerde technieken van triangulatie. Voor de Cassinikaart werd voor het eerst een triangulatie van heel Frankrijk gemaakt, met de meridiaan van Parijs als referentielijn. De schaal is een ligne (1/12 duim) op 100 toise (vadem), dat is een schaal van 1/86.400. Cassini III begon het werk in 1744, aanvankelijk met financiële steun van Lodewijk XV. In 1756 trok deze zich echter terug. Cassini besloot toen zelf het project in handen te nemen en zocht elders financiële steun. De volgende decennia werd met een heel team verder aan de kaartbladen gewerkt. César-François Cassini overleed in 1784 en zijn zoon Jean-Dominique zette zijn werk voort en rondde het af in 1793.

## Latere uitbreidingen
De Carte Marchande-editie uit 1777 van de Ferrariskaart van de Oostenrijkse Nederlanden en Luik, is de noordelijke voortzetting van de kaartserie op dezelfde schaal. In 1801 gaf Napoleon Bonaparte de opdracht om de nieuwe departementen op de linker Rijnoever te laten karteren door Jean Joseph Tranchot.